# Dino Djiba
Dino Djiba (Dakar, 20 dicembre 1985) è un ex calciatore senegalese, di ruolo centrocampista.